# Харитоненко, Павел Иванович
Павел Иванович Харитоненко (5 января 1853, Сумы, Харьковская губерния — 13 июня 1914, Владимировка, Краснокутский район) — русский промышленник и предприниматель, дворянин, сахарозаводчик и покровитель искусств.
Один из богатейших людей Российской империи конца XIX — начала XX века. Создатель усадьбы Натальевка, владелец огромного имения Качановка. Единственный сын сахарозаводчика Ивана Харитоненко.

## Биография
Начиная с молодых лет, отец привлёк сына к управлению предприятием. Впоследствии унаследовал от отца крупнейшее в Российской империи объединение из семи сахарных и одного рафинадного заводов, с центральной конторой в Сумах — «Харитоненко и сын». Кроме производства свеклы и переработки её в сырец и рафинад, наследство И. Г. Харитоненко также включало товарное лесное хозяйство в Сумской области, огромнейшее состояние, земли и крупное домовладение.

П. Харитоненко модернизировал отцовское хозяйство и округлил его приобретением земель и производств в Качановке на Черниговщине. Несмотря на пожар 1907 года, уничтоживший Павловский рафинадный завод в Сумах (Украина), к 1914 его состояние достигло 60 миллионов рублей, земельные владения — свыше 56 тысяч десятин (не считая арендованных). В Государственном банке у него была крупнейшая кредитная линия в 9 миллионов рублей. 
Постоянный член объединений российских сахарозаводчиков, заместитель председателя Общества сахаразаводчиков, в 1914 Харитоненко организовал создание национального рафинадного синдиката и был избран заместителем правления. Входил в капитал и в советы директоров многих предприятий, в том числе руководил Белгород-Сумской железной дорогой, Сумскими машиностроительными мастерскими и т. п.
Был одним из крупнейших меценатов Российской империи. Он собрал одну из крупнейших в России коллекций живописи, возглавлял московское отделение Российского музыкального общества, финансировал постройку в Киеве памятника Богдану Хмельницкому. В Сумах он построил кадетский корпус ценой в полтора миллиона рублей, мост через реку Сумку, жертвовал учебным заведениям и церквам, оплачивал обучение студентов-украинцев в Московской консерватории.

Жил преимущественно в Москве в собственном доме на Софийской набережной, 14 (1891—1893, арх. В. Г. Залесский, интерьеры 1911, арх. Ф. О. Шехтель). Незадолго до смерти, в 1911—1913, отстроил заново отцовское имение в Натальевке (Украина) (названной, по одним данным, в честь супруги И. Г. Харитоненко — Натальи Максимовны, по другим данным — по имени дочери П. И. Харитоненко Натальи) по проекту А. В. Щусева. Жемчужиной усадебного комплекса явилась церковь Всемилостивейшего Спаса, над чьим декором работали известные художники своего времени, в числе которых А. И. Савинов и И. Г. Блинов. Здесь, в Натальевке, он и умер, но согласно завещанию похоронен был в Сумах на кладбище при Петропавловском храме, рядом с отцом. 
Был удостоен чина действительного статского советника и пожалования в потомственное дворянство, выбрав девиз «Трудом возвышаюсь». Род Харитоненко пресёкся на его сыне, Иване, умершем в эмиграции в Мюнхене в 1927. Потомки дочерей Елены Павловны и Натальи Павловны рассеялись по миру (Швейцария, Франция и др.).